# Lifan Industry

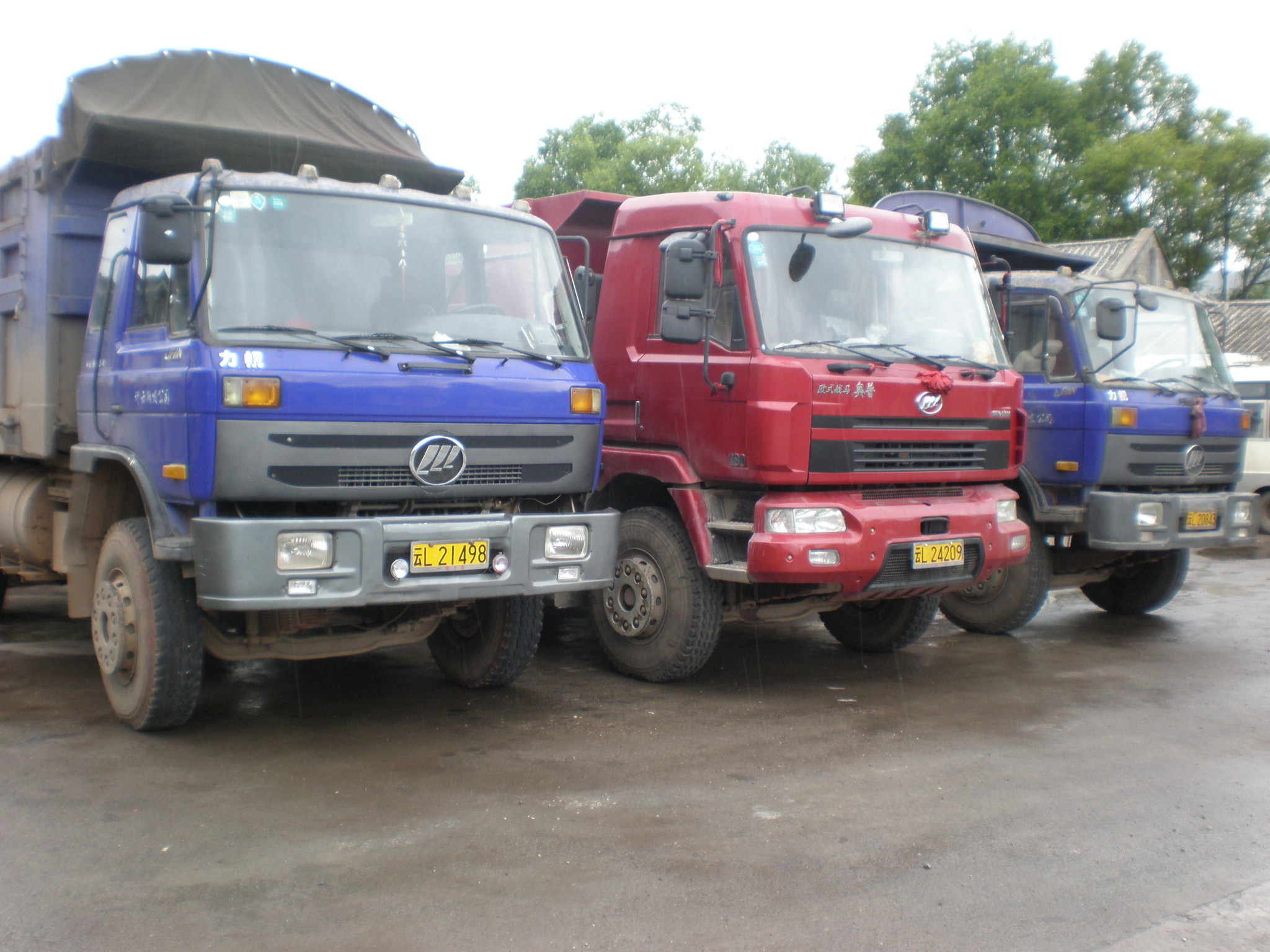
Drei Lifan-LKWs in Yunnan

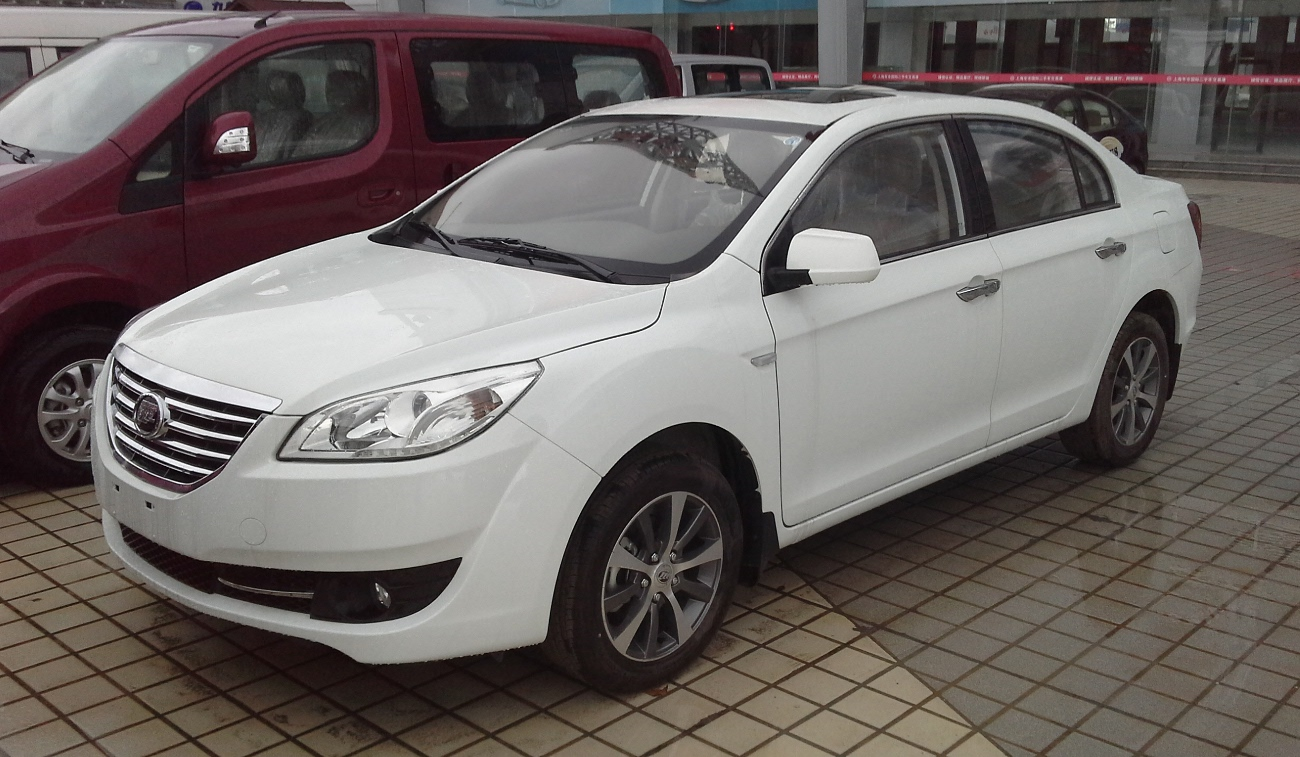
Lifan 720

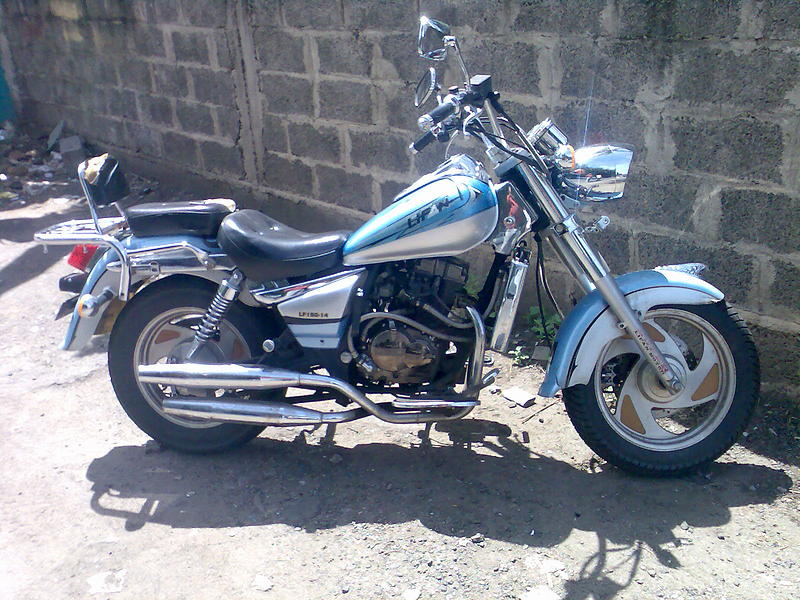
Lifan LF150-14

Lifan Industry (chin.: 力帆 lì fān, deut.: Kraftvolles Segel) ist ein chinesischer Hersteller von Personenkraftwagen, Lastkraftwagen, Nutzfahrzeugen und Motorrädern mit Hauptsitz in Chongqing. Gegründet wurde das Unternehmen 1992 von Yin Mingshan (尹明善).

## Beschreibung
Das Unternehmen wurde ursprünglich zur Produktion von Motorrädern gegründet und hatte zu Beginn nur neun Mitarbeiter. Erstes Produkt war das kleine Motorrad Lifan TMS 200. Wenige Monate nach der Gründung folgten bereits weitere Produkte wie Dirtbikes und weitere Motorräder der TMS-Reihe.
Durch den Markterfolg wurde Lifan zu einem der größten Motorradhersteller der Volksrepublik China und beschäftigt heute rund 15.000 Mitarbeiter. Außerdem baute Lifan unter anderem auch in Vietnam und Thailand Produktionsanlagen auf.
In die Automobilproduktion stieg das Unternehmen 2002 mit dem Lifan 520 ein. Dieser wurde zunächst nur als Stufenhecklimousine angeboten und Mitte 2007 durch einen Kleinwagen ergänzt. 2003 nahm man dann schließlich auch die Produktion von Lastkraftwagen auf. Erstes LKW-Modell war der Lifan LF180, der an einen stark abgeänderten IVECO-LKW erinnert. Als zweites Modell wurde der Lifan LF230 eingeführt, der eine abgeänderte Version eines älteren Magirus-Deutz-LKW ist. Im Jahr 2004 wurde das Yunnan-Lifan-Junma-Vehicle-Fahrzeugwerk in Dali als Joint-Venture zwischen Lifan und der Handelsfirma Junma gegründet. In Dali werden leichte und schwere Lastkraftwagen sowie Traktoren produziert. Am 16. März 2010 wurde in einem Joint Venture mit der Chinesischen Akademie der Wissenschaften die Gründung der Tochterfirma Shanghai ZhongKe Lifan Automobile Co. bekanntgegeben, die sich mit der Entwicklung von Elektroautos befasst.
Durch einen Börsengang im November 2010 wurde Lifan in eine Aktiengesellschaft an der Börse von Shanghai umgewandelt. Im Sommer 2020 wurde Insolvenz angemeldet. Ende 2021 wurde bekannt gegeben, dass der Geely-Konzern mit Lifan ein Joint Venture eingegangen ist. Es wird vollständig von Geely kontrolliert. Fahrzeuge dieses Joint Ventures werden unter der Marke Livan vermarktet.
Der Konzern ist außerdem Eigentümer des Fußballvereins Chongqing Lifan.

## Lifan auf internationalen Märkten
Auch die LKW der Marke erfreuen sich weltweiten Erfolges und werden in vielen Ländern Südostasiens, in Afrika und dem Nahen Osten vertrieben. Im Jahr 2003 erhielt Lifan auch Joint-Venture-Angebote und Produktionsanfragen. So wurde das erste Lifan-Modell für Europa in der Ukraine von dem Konzern AwtoSAS als ZAZ-Lifan 520 produziert, blieb jedoch nur bis Ende 2006 in Produktion. Im Zuge der fortschreitenden Globalisierung des Konzerns griff man im gleichen Jahr nach dem amerikanischen Markt. Um auch dort Fuß zu fassen, begann man zunächst damit, Motorräder nach Nordamerika zu importieren. Zielmärkte sind die Vereinigten Staaten von Amerika, Mexiko und Kanada. 2007 wurde eine Ergänzung der PKW-Modellreihe vorgenommen. Als neues Mittelklassemodell wurde der Lifan 620 in der Volksrepublik China eingeführt. Dieser ähnelt sehr der chinesischen Version des Toyota Corolla und rangiert eine Stufe über dem Lifan 520. Seit 2012 wird der Lifan 630 als überarbeitete Version des 620 parallel zu diesem angeboten. Das zweite eingeführte Fahrzeug war der Lifan 320. Dieser ähnelt dem Mini One und erinnert von vorn auch an den japanischen Daihatsu Duet. 2013 wurde der Lifan 330 eingeführt, der ein Facelift des 320 darstellt, der allerdings weiterhin parallel angeboten wird. Im September wurde in Äthiopien die Produktion des Lifan 520 als Holland Car Abay aufgenommen; dieser wird als Nachfolgemodell des ausgelaufenen ZAZ-Lifan 520 unter dem Originalnamen Lifan 520 auch in die Ukraine exportiert. Das erste europäische Schwestermodell des Lifan 520 wird seit 2009 von dem italienischen Automobilhersteller Martin Motors als MM520 produziert und soll demnächst auch in Deutschland angeboten werden.
In Uruguay führt die Tochtergesellschaft Lifan Motors Uruguay seit 2012 ein eigenes Werk, das im Mai 2017 den Betrieb nach anderthalbjähriger Unterbrechung wieder aufgenommen hat.
Exporte in die Europäische Union werden jedoch bislang von der Lifan Group nicht geplant. Bislang erhältlich sind innerhalb der EU nur die Lifan-Motorräder der Typen Lifan LF125 und Lifan LF150, die von einigen Händlern importiert und in einem bulgarischen Werk hergestellt werden.

## Fahrzeuge
- Lifan TMS-Reihe
- Lifan LF125
- Lifan LF150
- Lifan LF180
- Lifan LF230
- Lifan 100E
- Lifan 280E
- Lifan 320
- Lifan 330
- Lifan 520
- Lifan 530
- Lifan 620
- Lifan 630
- Lifan 650
- Lifan 720
- Lifan 820
- Lifan C30E
- Lifan C35E
- Lifan L7
- Lifan Letu
- Lifan Myway
- Lifan X50
- Lifan X60
- Lifan X70
- Lifan X80
- Lifan Xuanlang